# Цзюй-жань
Цзюй-жань 巨然 (*рік нар. невід. — †невідомо) — один з провідних художників X сторіччя, кінця епохи П'яти династій та Десяти царств та початку династі Сун.

## Життєпис
Народився у місцевості Цзяннін (на території сучасного м.Нанкіна, провінції Цзянсу). Про його життя недостатньо відомостей. Найбільш повні дані про життя і творчість Цзюй—жаня повідомляються у трактаті з історії живопису «Записки про живопис: що бачив і чув» Го Жосюя, згідно з яким цей художник спочатку був ченцем буддійського монастиря Кайюаньси в околицях м. Цзіньлін (район сучасного м. Нанкіна), столиці царства Південне Тан епохи П'яти династій, де і став займатися живописом. Потім, не знімаючи з себе чернечу обітницю, він деякий час жив при дворі імператора Південного Тан, пройшовши курс навчання мальовничому майстерності у прославленого пейзажиста того часу Дун Юаня.
Після затвердження династії Північна Сун та завоювання її армією царства Південне Тан, Цзюй-жань переїхав до нової столиці Китаю — Кайфен, де продовжив кар'єру придворного живописця, формально як і раніше залишаючись у статусі ченця. Саме йому було довірено розписати пейзажними композиціями стіни парадного приміщення Академії живопису — Нефритового залу. Помер у Кайфені, хоча невідомо коли.

## Творчість
Розквіт діяльності Цзюй-жаня приходиться на 960–985 роки. Його станковий живопис відомий завдяки двом основним творам, що збереглися у копіях XI–XII ст. Вони виконані тушшю по шовку: «Гірські кручі та кущі дерев» та «В осінніх горах запитую о Дао» (інший варіант «Пошуки Дао в осінніх горах».
Перша з цих картин є частиною більш масштабної художньої композиції. За змістом та стилістикою вона витримана у манері пейзажів Дун Юаня, повторюючи типовий для його робіт ландшафт, утворений річковим потоком, горбистими гірськими відрогами, що губляться у тумані, лісовими заростями.
Інша картина демонструє помітну морфологічну близькість до альтернативного стилістичного напрямку у китайському пейзажному живописі (шань-шуй, 山水, «живопис й зображення гір і вод»), яке зайняло панівне становище в академічній школі епохи Північна Сун. Це альтернативний напрямок, який одержав назву «північна школа». Майже весь простір цієї картини заповнено фронтальним зображенням гори зі складчастими і густо зарослими схилами, що здіймається до неба. Передній план, максимально наближений до глядача, займають кам'яні брили, що перемежовуються кострубатими деревами у стилі Лі Чена. Художник наполегливо домагається ефекту «рухомої» точки зору, «нарощуючи» масу гори знизу вгору і змушуючи погляд глядача переходити від підніжжя до вершини. Незважаючи на збіги з ключовими для «панорамно-монументального» пейзажу художньо-композиційними принципами, картина Цзюй-жаня має низку важливих оригінальних техніко-стилістичних особливостей. Так, масив гори і всі складові його скельні утворення, маючи плавні обриси, виконані не контурними лініями, а за допомогою точкових прийомів, що створюють ефект легкої димки, яка огортає пейзаж.
У схожій манері написані ще два сувої, які вважаються варіаціями на тему творів цього майстра або авторськими творами його послідовників: «Вітер серед сосен над десятьма тисячами гірських ущелин» та «Потоки, гори і] в'юнкі рослини».